# M2K Mini Tour
M2K Mini Tour fue una mini gira de la banda de thrash metal Metallica que comenzó en diciembre de 1999 y acabó en enero del 2000 realizada únicamente en Estados Unidos; esta gira consistió en temas que toca frecuentemente la banda, así como también temas que no que no se habían tocado en muchos años; además contó con Creed, Sevendust, Ted Nugent y Kid Rock.

## Temas Habituales
(Tomado del Miami Orange Bowl el 28 de diciembre de 1999)
1. "Die, Die My Darling" (originalmente de Misfits)
2. "Fuel"
3. "For Whom The Bell Tolls"
4. "The Four Horsemen"
5. "Whiskey in the Jar"
6. "2 x 4"
7. "No Leaf Clover"
8. "Sad But True"
9. "Creeping Death"
10. "Bleeding Me"
11. "Mastertarium"
12. "Blackened"
13. "Nothing Else Matters"
14. "King Nothing"
15. "One"
16. "Turn the Page" (originalmente de Bob Seger)
17. "Enter Sandman"
18. "Phantom Lord"

Notas
- "Detroit Rock City" fue interpretada el 31 de diciembre de 1999 junto con Sevendust, Ted Nugent y Kid Rock.[2]
- A partir del 5 de enero "The Memory Remains" reemplazó a "2 x 4"
- "Trapped Under Ice" fue interpretada únicamente el 5 de enero del año 2000 reemplazando a Phantom Lord.
- "The Outlaw Torn" fue interpretada el 5 y 10 de enero del año 2000 reemplazando a Bleeding Me.
- "Seek & Destroy" fue interpretada el 5, 9 y 10 de enero del año 2000 reemplazando a The Four Horsemen.[3]
- "Breadfan" fue interpretada únicamente el 9 de enero del año 2000 reemplazando a Die, Die My Darling.
- "Last Caress" fue interpretada únicamente el 10 de enero del año 2000 reemplazando a Die, Die My Darling.
- "Until It Sleeps" fue interpretada en las últimas 3 fechas de la gira, además los conciertos del 7 y 9 de enero del año 2000 terminaron con Creeping Death y el último de la gira terminó con For Whom the Bell Tolls.[4][5][6]

## Datos del tour
| Día                     | Ciudad              | País                | Lugar               |
| Gira Norteamericana     | Gira Norteamericana | Gira Norteamericana | Gira Norteamericana |
| ----------------------- | ------------------- | ------------------- | ------------------- |
| 28 de diciembre de 1999 | Miami               | Estados Unidos      | Miami Orange Bowl   |
| 29 de diciembre de 1999 | St. Petersburg      | Estados Unidos      | Tropicana Field     |
| 31 de diciembre de 1999 | Pontiac             | Estados Unidos      | Silverdome          |
| 1 de enero de 2000      | Cleveland           | Estados Unidos      | Gund Arena          |
| 3 de enero de 2000      | Milwaukee           | Estados Unidos      | Bradley Center      |
| 4 de enero de 2000      | Rosemont            | Estados Unidos      | Allstate Arena      |
| 5 de enero de 2000      | Rosemont            | Estados Unidos      | Allstate Arena      |
| 7 de enero de 2000      | Minneapolis         | Estados Unidos      | Target Center       |
| 9 de enero de 2000      | Minneapolis         | Estados Unidos      | Target Center       |
| 10 de enero de 2000     | Minneapolis         | Estados Unidos      | Target Center       |